# Waka (rzeka)
Waka (lit. Vokė) – rzeka o długości 35,8 km we wschodniej Litwie, w dorzeczu Wilii i zlewisku Morza Bałtyckiego, administracyjnie położona na terenie okręgu wileńskiego.